# Alfa Romeo klub Srbije
Alfa Romeo klub Srbije je prvi srpski klub ljubitelja Alfa Romeo automobila, čije je sedište u Beogradu. "Alfa Romeo klub Srbije" postoji od 2004. godine i okuplja brojne obožavaoce ovih čuvenih italijanskih automobila .

## Nastanak kluba ljubitelja Alfa Romeo automobila
U jesen 2004. određeni broj zaljubljenika u Alfa Romeo automobile pokreće sekciju "Italijanski automobili" u okviru Cannonball foruma, koji je posvećen opštim temama iz sveta automobila. 26.12.2004. u Beogradu, održana je osnivačka skupština kroz koju se rađa prvi klub ljubitelja posvećen Alfa Romeo automobilima, pod nazivom Alfa Romeo Club Serbia (ARCS) . 
Ciljevi kluba
Okupljanje ljudi dobre volje i ljubitelja Alfa Romeo automobila. Razmena mišljenja, međusobno pomaganje, druženje kroz skupove, međusobne kontakte i forum. Alfa Romeo klub Srbije je registrovano udruženje građana koje statutom uređuje pitanja upravljanja i funkcionisanja kluba.
Skupovi 
Alfa Romeo klub Srbije organizuje tri do četiri zvanična okupljanja u toku kalendarske godine. Skupovi su obično aktivnog karaktera i podrazumevaju razne vidove takmičenja koje obavezno uključuje automobile. Prosečna posećenost po skupu je oko 80 automobila i 120 članova. Česte su organizovane posete klubovima iz okruženja. Alfa Romeo klub Srbija skupom na Adi Huji obeležio stogodišnjicu popularne italijanske marke automobila i pet godina od osnivanja kluba . Iste godine su prisustvovali centralnoj proslavi velikog jubileja u Milanu , a maja 2011. godine, skup je obnovljen na Adi Huji sa vise od 150 ljubitelja Alfa Romeo automobila .

### Početak ozbiljnog druženja sa automobilima u Srbiji
Po pokretanju kluba ljubitelja Alfa Romeo automobila i delimičnog medijskog probijanja, dolazi do osnivanja još klubova u Srbiji sa sličnom tematikom. Danas u Srbiji skoro svaki brend ima svoj klub koji okuplja veliki broj osoba koje se poistovećuju sa osnovnom idejom koja je; međusobno pomaganje, druženje, tehnička edukacija kako o samim automobilima, tako i o saobraćajnim propisima.

## Spoljašnje veze
- Alfa Romeo klub Srbije
- Cannonball Forum
- Alfa Romeo
- Vrele gume online, ALFA ROMEO CLUB SERBIA[мртва веза] (www.vrelegume.rs)